# Maria Eichhorn (Schriftstellerin)
Maria Eichhorn-Fischer (geboren 11. November 1879 in Giersdorf, Landkreis Hirschberg im Riesengebirge, Provinz Schlesien; gestorben 3. Oktober 1930 in London, Vereinigtes Königreich) war eine deutsche Schriftstellerin, Diseuse und Kabarettistin.
Maria Eichhorn wurde unter dem Pseudonym Dolorosa (lat. „Schmerzensreiche“) vor allem als Autorin erotischer Gedichte und Prosa mit sadomasochistischer Tendenz bekannt.

## Lebenslauf

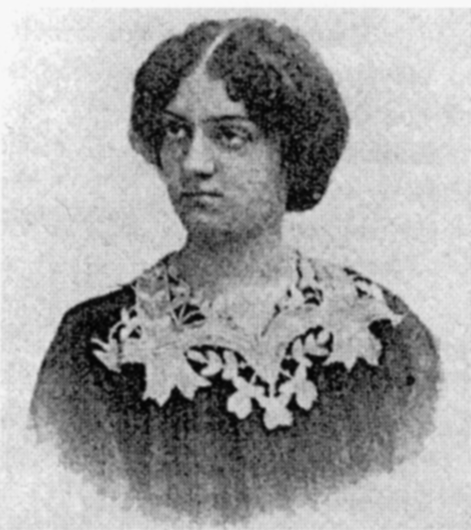
Maria Eichhorn im Alter von 23 Jahren

Die Tochter eines Oberförsters verließ bereits mit 16 Jahren das Elternhaus und arbeitete als Privatsekretärin in Breslau und anschließend als Erzieherin in Südungarn. 1899 kam sie nach Berlin, wo sie die folgenden Jahre lebte.
Sie verkehrte dort in den Kreisen der Berliner Bohème und trat als Kabarettistin und Diseuse in Kabaretts wie der „Silbernen Punschterrine“ oder dem „Hungrigen Pegasus“ auf, wo sie schwül-sinnliche Lyrik und „Dirnenlieder“ zum Vortrag brachte.
Seit 1902 veröffentlichte sie unter dem Pseudonym Dolorosa Lyrik und Prosa sowie Übersetzungen aus dem Französischen.
Sie heiratete den Schriftsteller Wilhelm Fischer (1878–1963). Der Zeitpunkt von Kennenlernen und Heirat ist unklar, 1905 bestand die Ehe jedenfalls schon. Dessen Werke („Mein Schmerzensweg“, „Sadistisches in meinem Lebenswege“ und „Ein Märtyrer der Frauen - Roman einer Ehe auf flagellantistischer Grundlage“), die er unter den Pseudonymen Wilhelm Fischer vom Thal, Heliogabal und Wilhelm Eichhorn veröffentlichte, reflektieren vermutlich autobiografisch Elemente seines Ehelebens. Die Ehe hatte jedoch keinen Bestand: nach seiner Trennung von Maria Eichhorn trat Fischer 1908 zum Katholizismus über und dokumentierte seine Konversion in dem Buch „Meine Rückkehr von Luthers Sonderlehre zur katholischen Kirche“ (Berlin 1908). Zu diesem Zeitpunkt lebte Maria Eichhorn vermutlich in Istanbul. Danach verliert sich ihre Spur.  
Am 1. Dezember 1930 meldete die Zeitschrift Die Literatur, dass sie am 3. Oktober 1930 in London „nach einer schweren Operation“ gestorben war. Laut Todesmeldung hatte sie dort auch die letzten Jahre gelebt.

## Werke

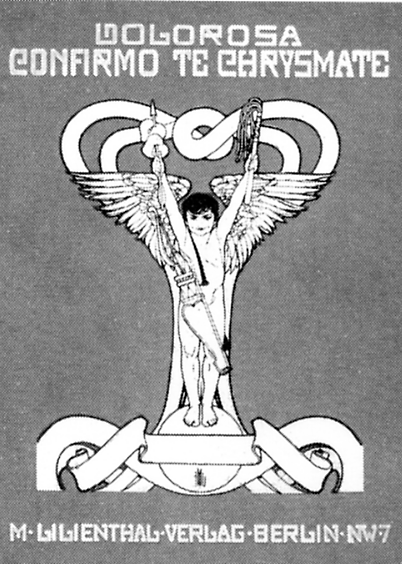
Einbandzeichnung von E. M. Lilien für Confirmo te chrysmate

- Confirmo te chrysmate. (Gedichte) M. Lilienthal, Berlin 1902, online
- Narzissen (Auszug aus Confirmo) 1902
- Fräulein Don Juan. (Roman) M. Lilienthal, Berlin 1903, online
- Die Starken. Ein Athleten-Roman. Leipziger Verlag, Leipzig 1904, online
- Korsettgeschichten. (Novellen) Leipziger Verlag, Leipzig 1904
- Tagebuch einer Erzieherin. (Roman) Leipziger Verlag, Leipzig 1904
- Rafaela. Roman einer Tänzerin. Leipzig [ca. 1905] und G. H. Wigand, Leipzig 1919
- Da sang die Fraue Troubadour. (Gedichte) Leipziger Verlag, Leipzig 1905
- Unfruchtbarkeit. Leipziger Verlag, Leipzig 1905 und G. H. Wigand, Leipzig 1919
- Das süße Komteßchen. (Roman) 1907
- Die Scheinheilige. (Roman) 1907
- Das süße Komteßchen. Die Scheinheilige. (Romane) C. Kroll, Berlin 1920
- Raoul le Boucher. (Roman, entstanden 1907) in: Dolorosa: Raoul le Boucher. Fritz Eckerndorf: Theater-Karriere. Verlag Weber-Haus, Berlin 1911

Übersetzungen
- Emile Laurent: Sexuelle Verirrungen. Sadismus und Masochismus. Deutsch von Dolorosa. Barsdorf, Berlin 1904
- Jean de Villiot: Ihr Herr. Historischer Roman. Autorisierte Übersetzung von Dolorosa. Dohrn, Dresden 1904